# Оливеро, Бетти
Бетти Оливеро (ивр.  בטי אוליברו‎, 16 мая 1954, Тель-Авив) — израильский композитор.

## Биография
Потомок сефардов, дочь еврейских выходцев из Греции, её отец приехал в Палестину в 1931 году, мать — в 1946 году. Закончила в 1978 году Музыкальную академию Рубина при Тель-Авивском университете (ныне — Иерусалимская академии музыки и танца), где училась фортепианному искусству у Илоны Винче-Краус и композиции у Ицхака Садаи и Леона Шидловского. Затем обучалась в Йельском университете, который закончила в 1981 году. В 1982 году, получив стипендию Леонарда Бернстайна, училась в Танглвуде у Лучано Берио, который в следующем году пригласил её на учебу во Флоренцию, где она занималась под его руководством в 1983—1986 годах. В 2001 году, вернувшись в Израиль, защитила диссертацию по музыке Берио.
С 2002 года — первая в Израиле женщина-профессор композиции на музыкальном факультете университета имени Бар-Илана. В 2004—2008 годах — первая женщина на месте приглашенного композитора Иерусалимского симфонического оркестра.

## Избранные сочинения

### Инструментальная музыка
- Pan для пяти флейт (1984, новая ред. 1988)
- Batnun для контрабаса и камерного оркестра (1985)
- Presenze для 10 инструментов (1986)
- Ketarim для скрипки и оркестра (1989)
- Adagio для камерного оркестра (1990)
- Tenuot для оркестра (1990, новая ред. 1999)
- Sofim для фортепиано (1991)
- Per Viola для альта (1993)
- Mareot для флейты и скрипки (1994)
- Carosello для струнного оркестра, перкуссии, детского камерного оркестра (1994)
- Kavei-avir для 10 инструментов (1996)
- Der Golem, сюиты № 1 и 2 для кларнета, струнного квартета и кларнета, струнного оркестра (1997—1998, на основе музыки к немому фильму Пауля Вегенера, 1920)
- Mizrach для кларнета, струнного оркестра и колоколов (1997)
- Kavei-or для оркестра (1999)
- Merkavot для оркестра (1999)
- Bashrav для флейты, кларнета, трубы, перкуссии, фортепиано или челесты, струнного квартета (2004)
- Neharót Neharót для альта, аккордеона, перкуссии, двух струнных оркестров и магнитофонной ленты (2006—2007)
- Madrigal для кларнета, струнного ансамбля, перкуссии, аккордеона и магнитофонной ленты (2007, посвящается Монтеверди)
- Kriót для саксофона и оркестра (2008)

### Вокальная музыка
- Cantigas sephardies для женского голоса и камерного оркестра (1982)
- Cantes Amargos, три романса на ладино для женского голоса и камерного оркестра (1984)
- Makamat, пять народных песен Ближнего Востока для женского голоса и 9 инструментов (1988)
- Behind the Wall для кукольного театра, меццо-сопрано и восьми инструментов (1989)
- Juego de Siempre, 12 народных песен на ладино для контральто, камерного оркестра или семи инструментов (1991, новая ред. 1994)
- Bakashot для кларнета, хора и оркестра (1996)
- Masken для сопрано, меццо-сопрано, баритона, скрипки, альта, виолончели, фортепиано и перкуссии (1999)
- Achot ketana для сопрано, трех скрипок, струнного оркестра и кларнета (2000)
- Hosha’anot для сопрано и оркестра (2000, новая ред. 2003)
- Serafim для сопрано, скрипки, кларнета, виолончели и фортепиано (2002)
- Zimaar для сопрано, двух скрипок, виолончели, клавесина и перкуссии (2003)
- L’Ombra che porta il sogno, музыкальный спектакль для детского хора, трех инструментальных групп и живой электроники (2005)
- Kolot для меццо-сопрано, кларнета, скрипки, альта, арфы и перкуссии (2011)

## Исполнители
Среди исполнителей музыки Оливеро — Симфонический оркестр Би-би-си, Чикагский симфонический оркестр, Нью-Йоркский филармонический оркестр, Лондонская симфониетта, Израильский филармонический оркестр, струнный квартет Ардитти, Ким Кашкашьян, Бонита Хайман, Светлана Савенко, Кристина Блаумане и др.

## Признание
Премия Фромма (США, 1986), премия Кусевицкого (США, 2000), премия премьер-министра Израиля (2001), премия ACUM за жизненное достижение (2004), премия ACUM за достижение года (2010) и многие другие награды.